# Антуэн (Бельгия)
Антуэ́н (фр. Antoing, французское произношение: [ɑ̃twɛ̃]; пикард. Antweon) — коммуна в Валлонии, расположена в провинции Эно в округе Турне. Принадлежит Французскому языковому сообществу Бельгии. Площадь коммуны — 31,13 км². Население на 1 июля 2016 года — 7846 человек, из которых 3790 — мужчины и 4056 — женщины. Плотность населения — 252,01 чел./км² (01.07.2016). Доля иммигрантов — 4,84 % (01.01.2013), безработных — 15,30 % (октябрь 2013 года). Средний годовой доход на душу населения в 2011 году составлял 11 934 евро.
Почтовые коды: 7640, 7641, 7642, 7643. Телефонный код: 069.

## Достопримечательности
- Антуан — старинный замок, перестроенный в XIX веке в неоготическом стиле.

## Галерея

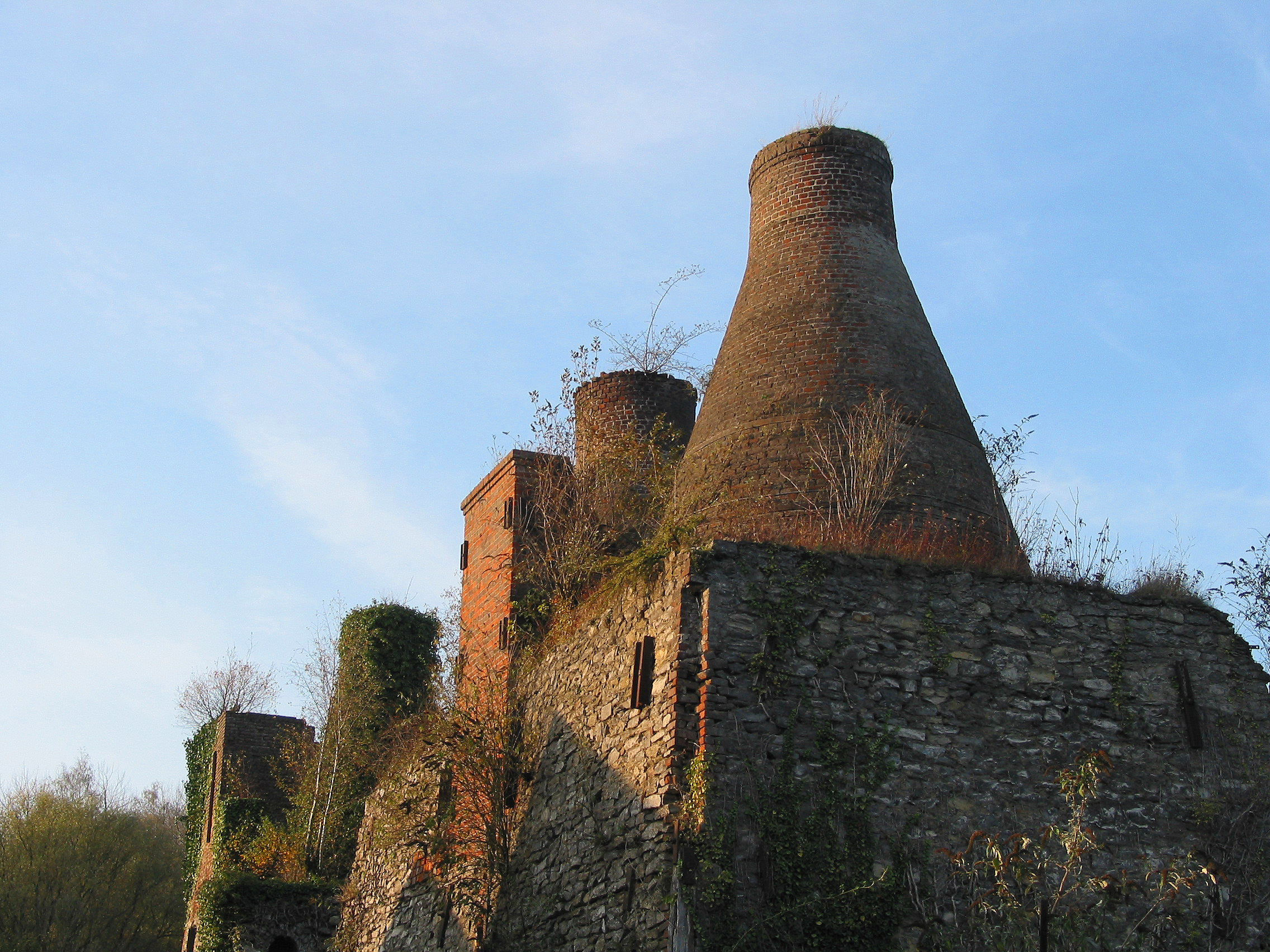
Печи для обжига извести
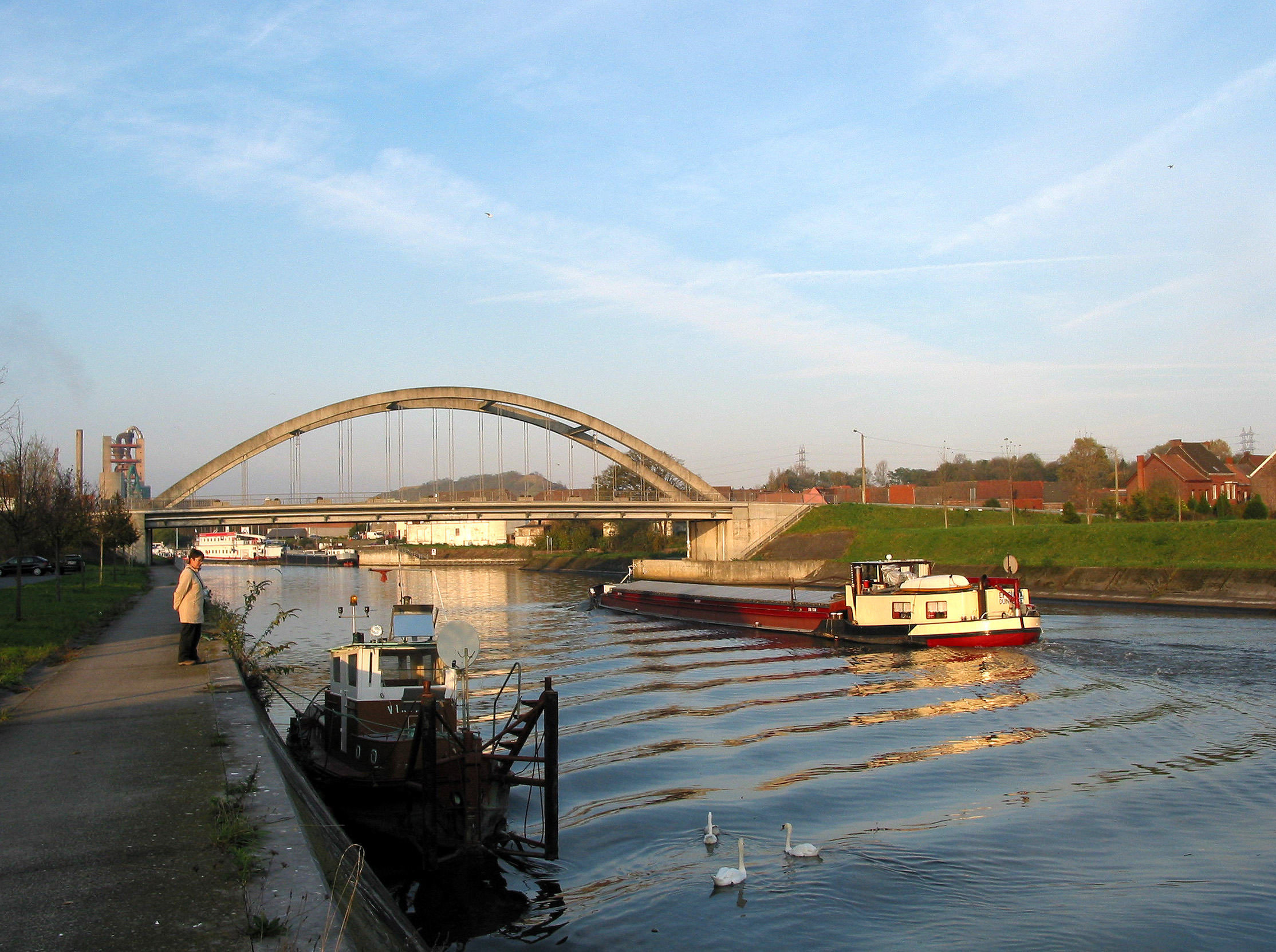
Шельда (Эско) — экологический вид транспорта
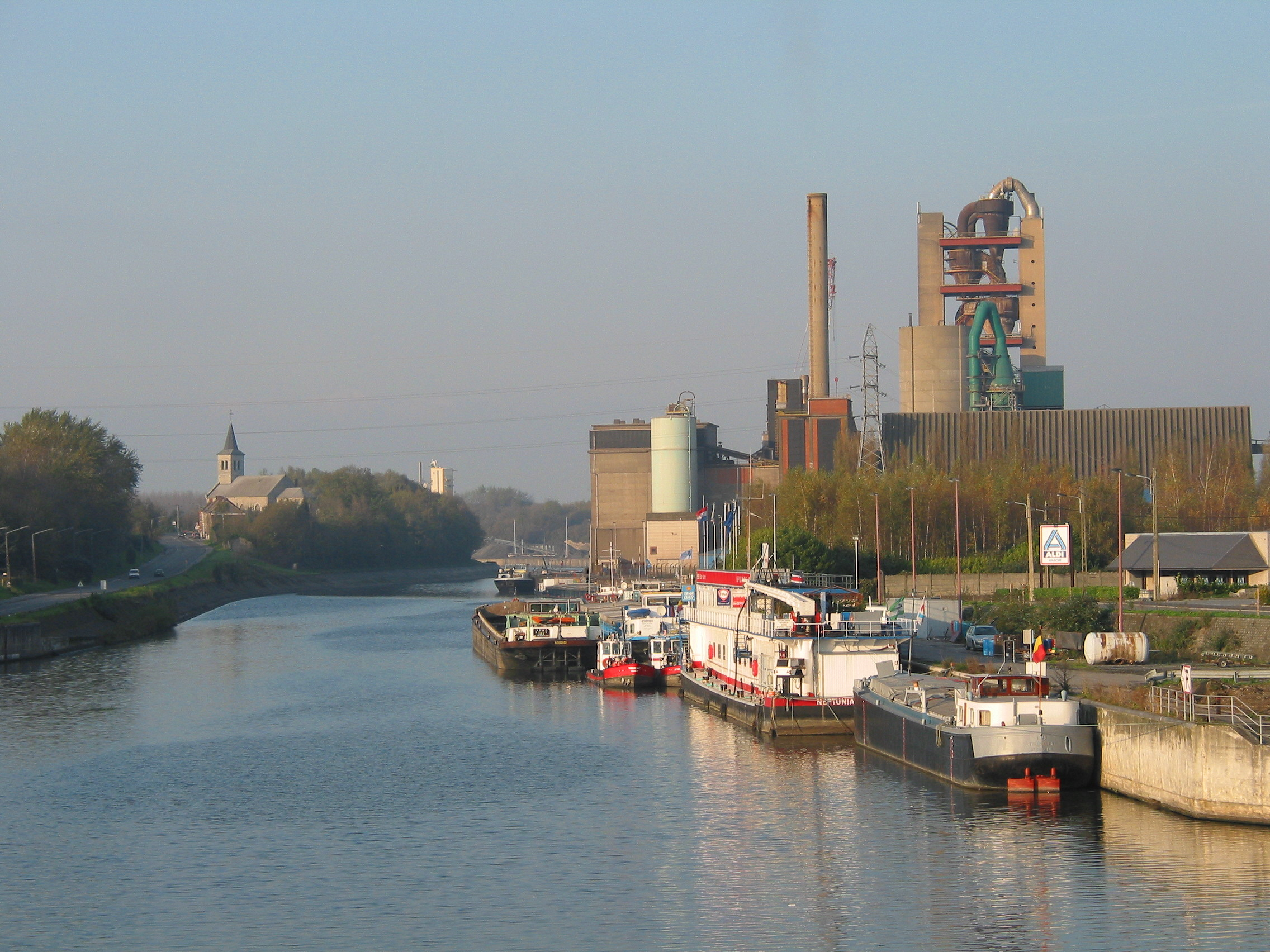
Цементный завод CBR и церковь (район Калон в Антуане)
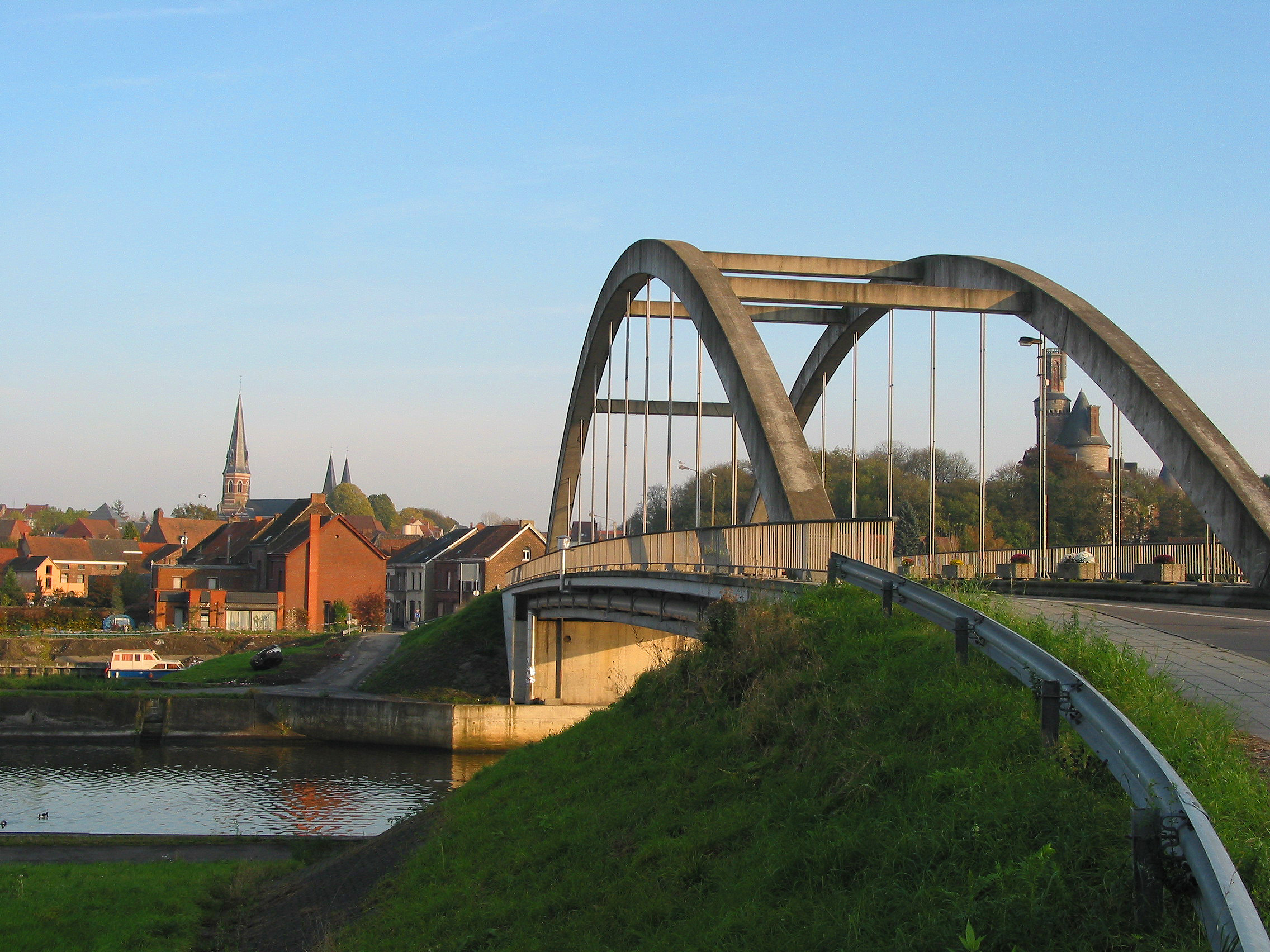
Мост в Антуэне
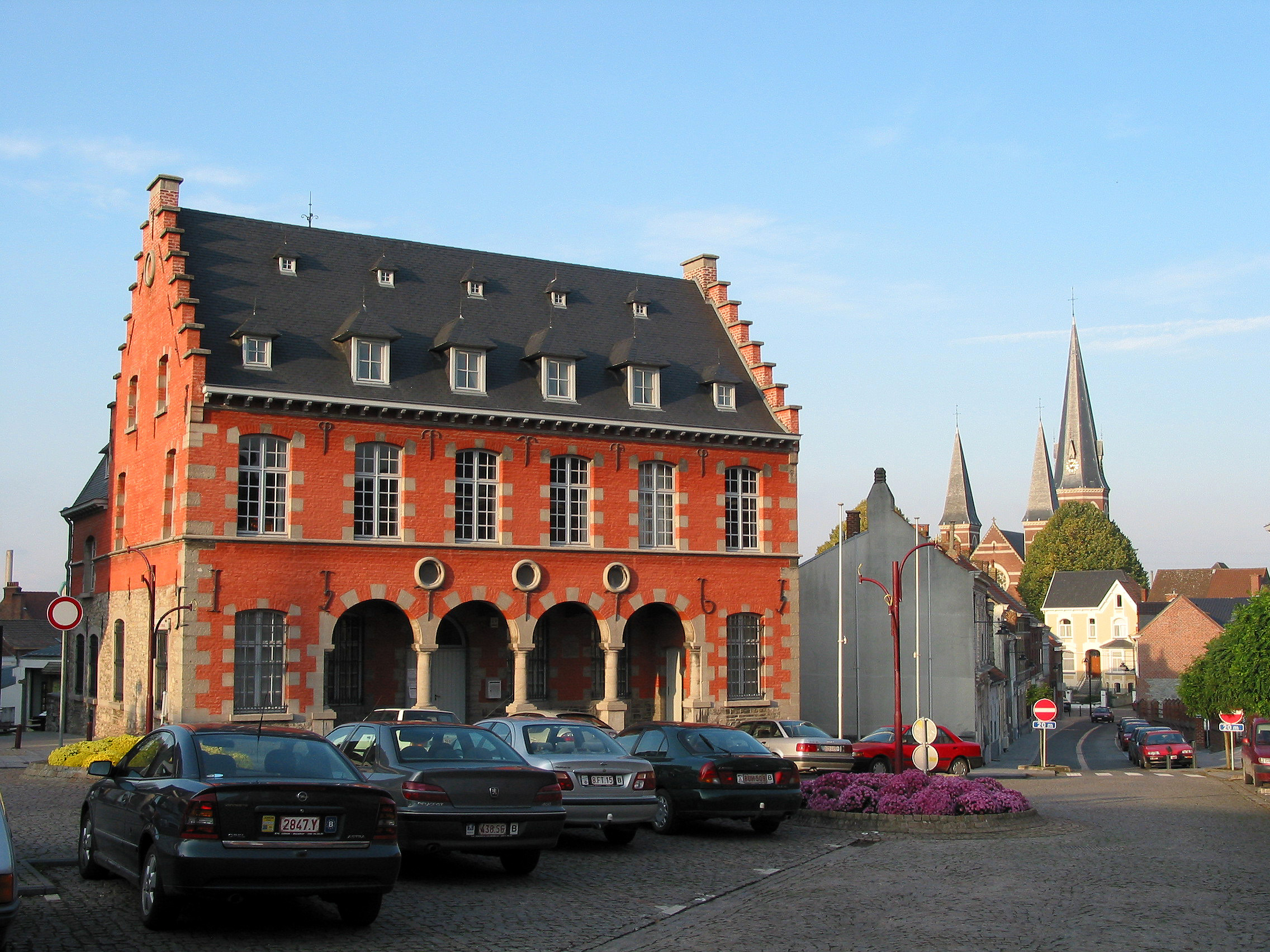
Мэрия Антуэна (1565)
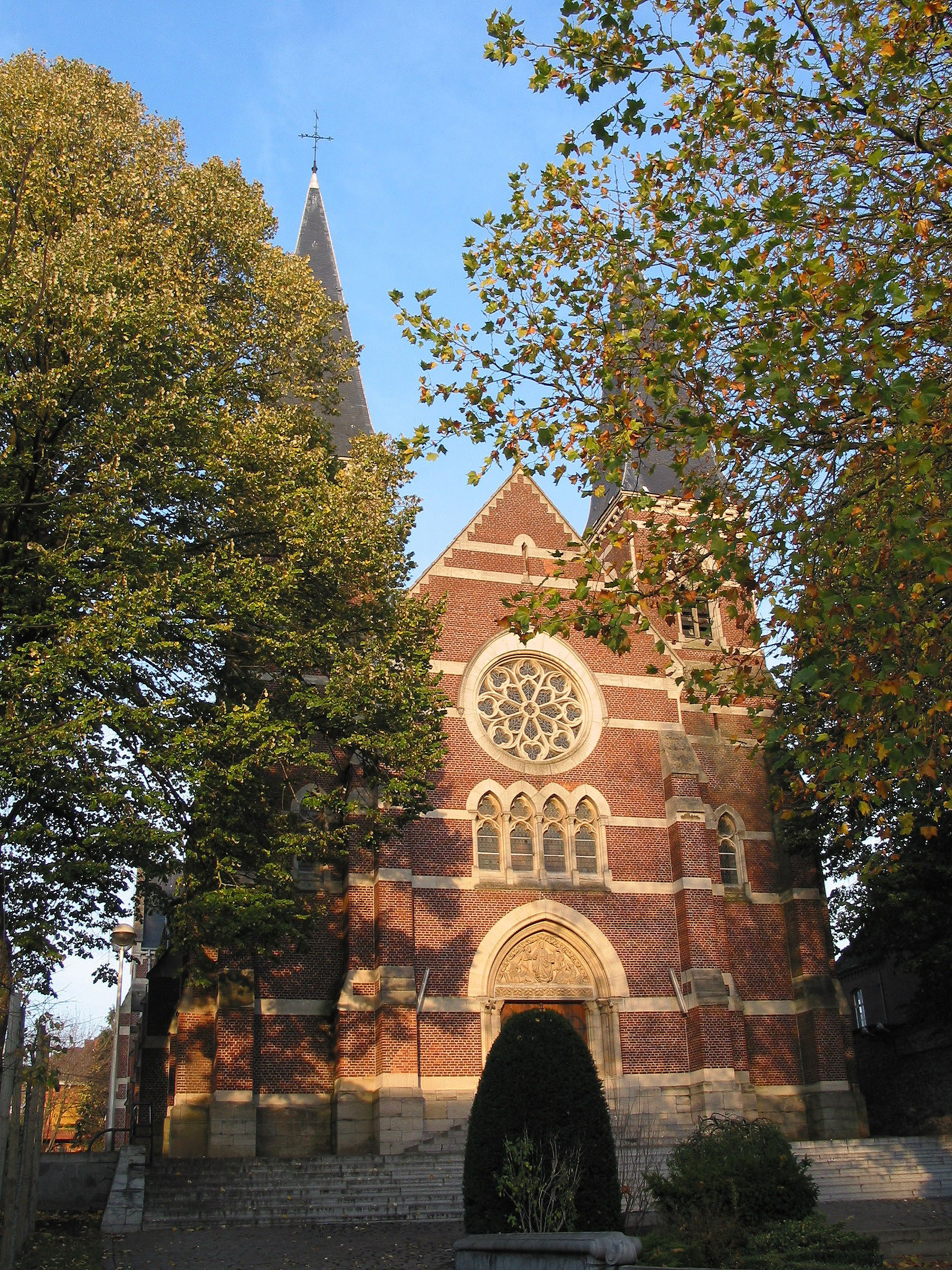
Церковь святого Петра (Антуэн)
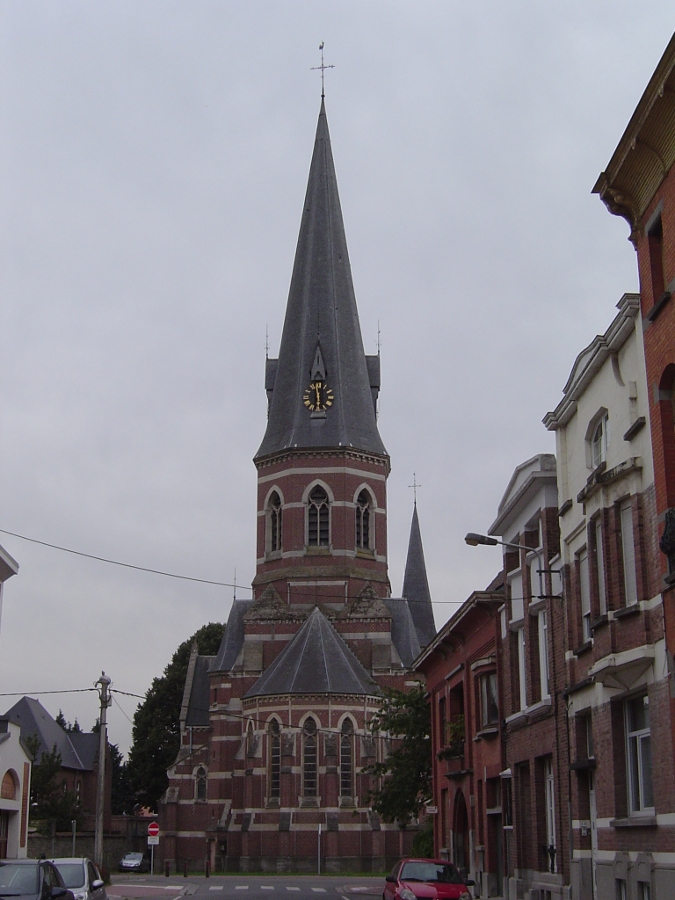
Церковный бульвар (Церковь святого Петра)
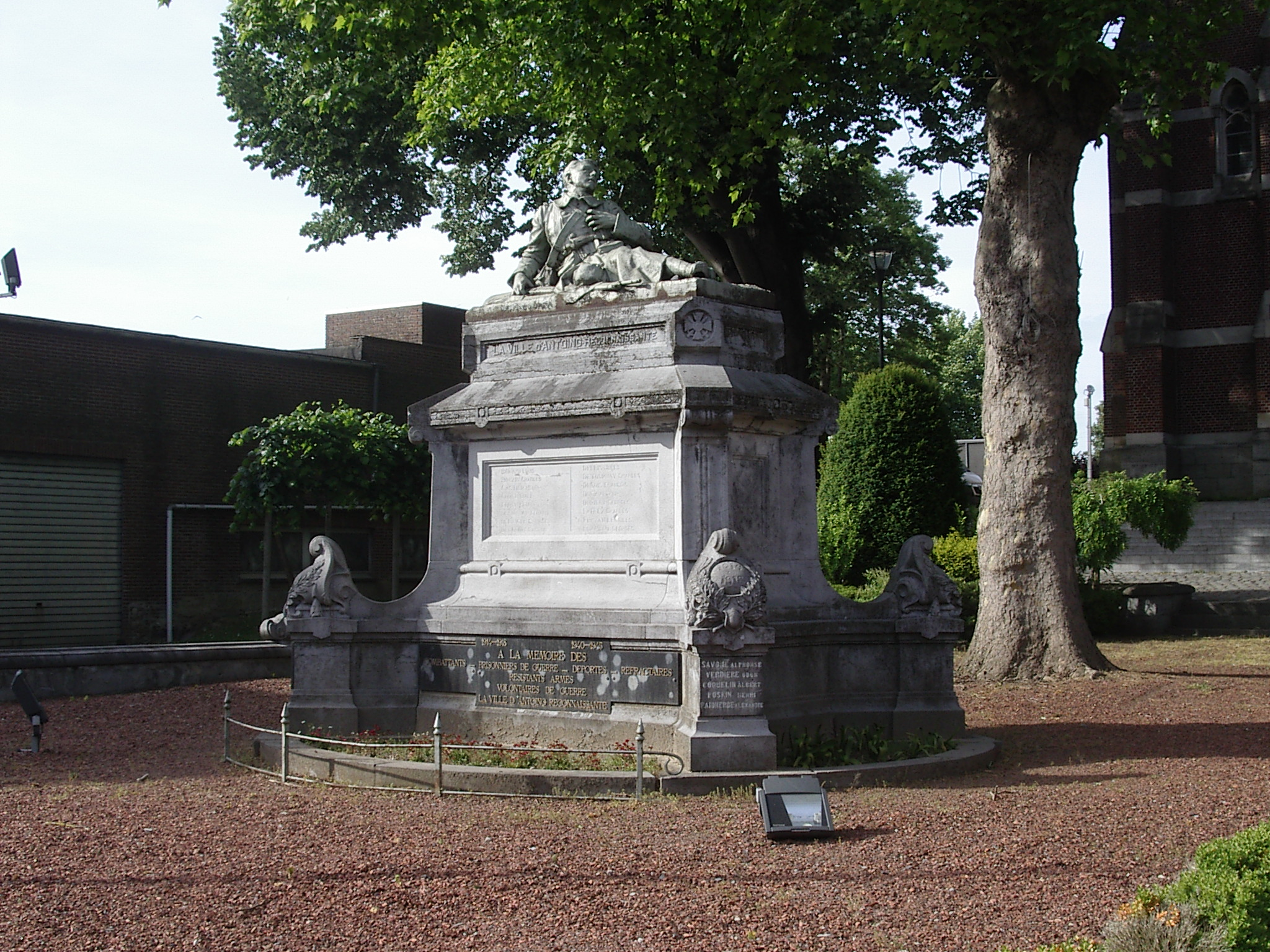
Монумент погибшим в мировых войнах
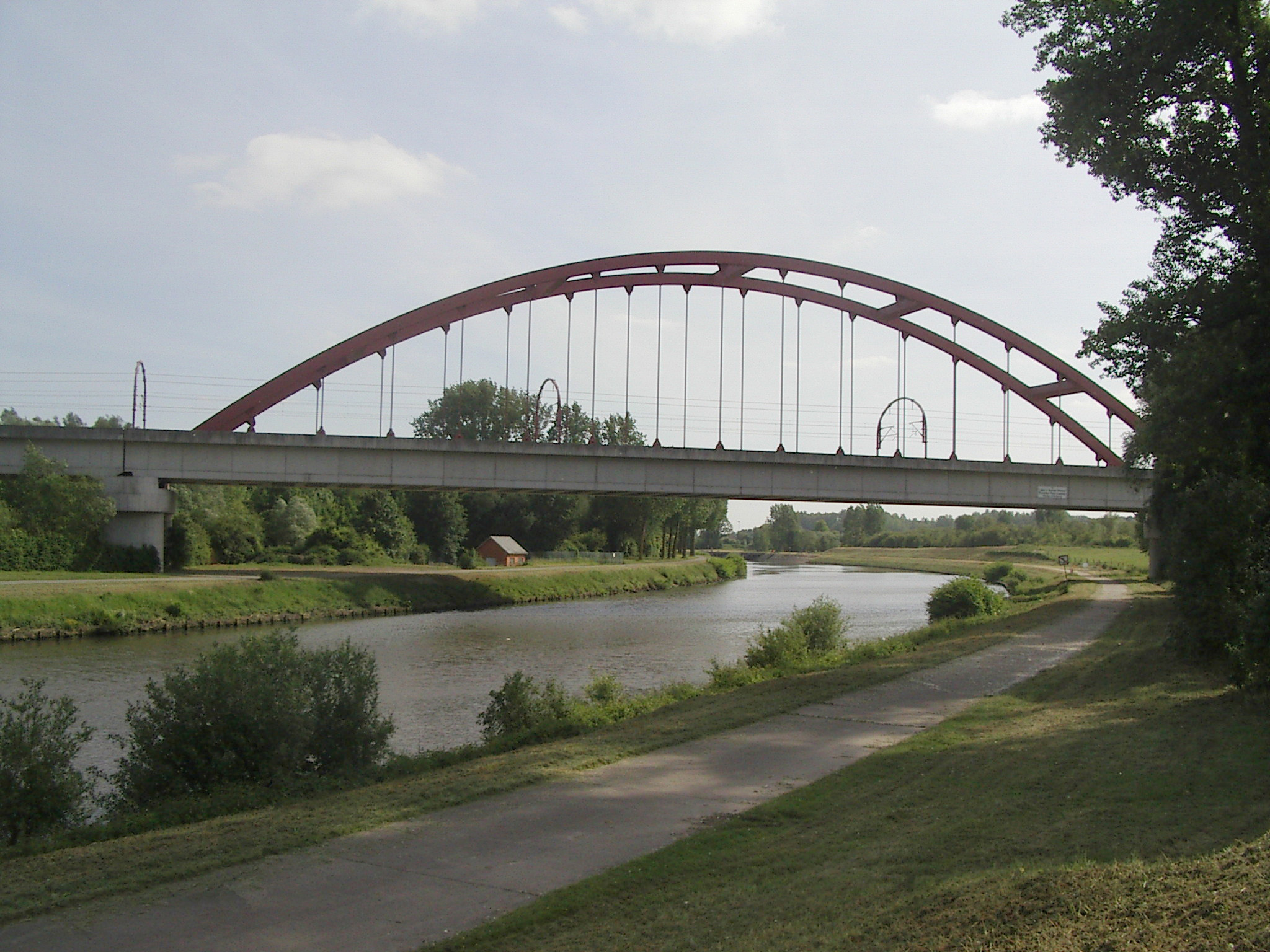
Виадук через Шельду (Эско)
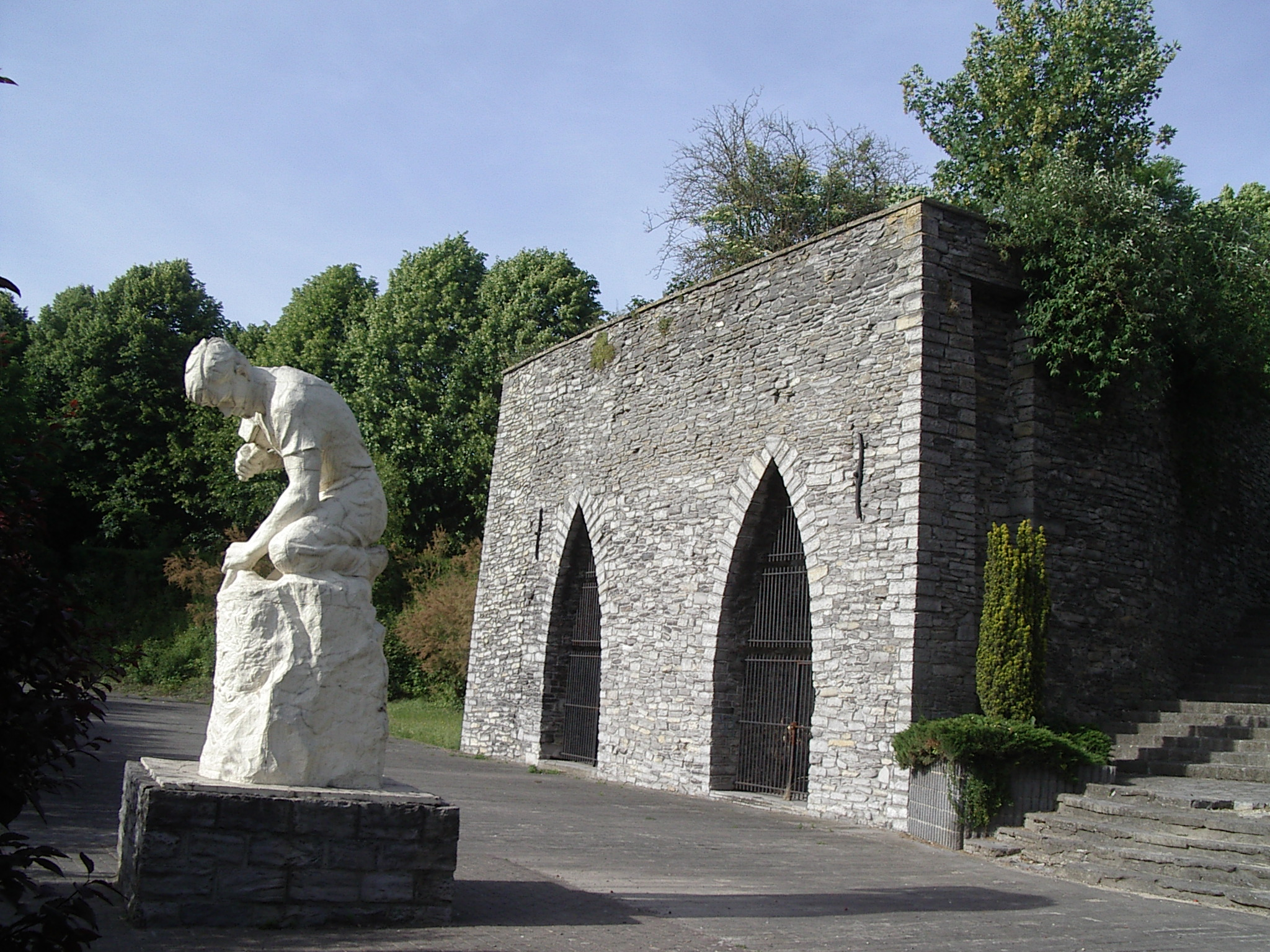
Статуя из обожжённой извести
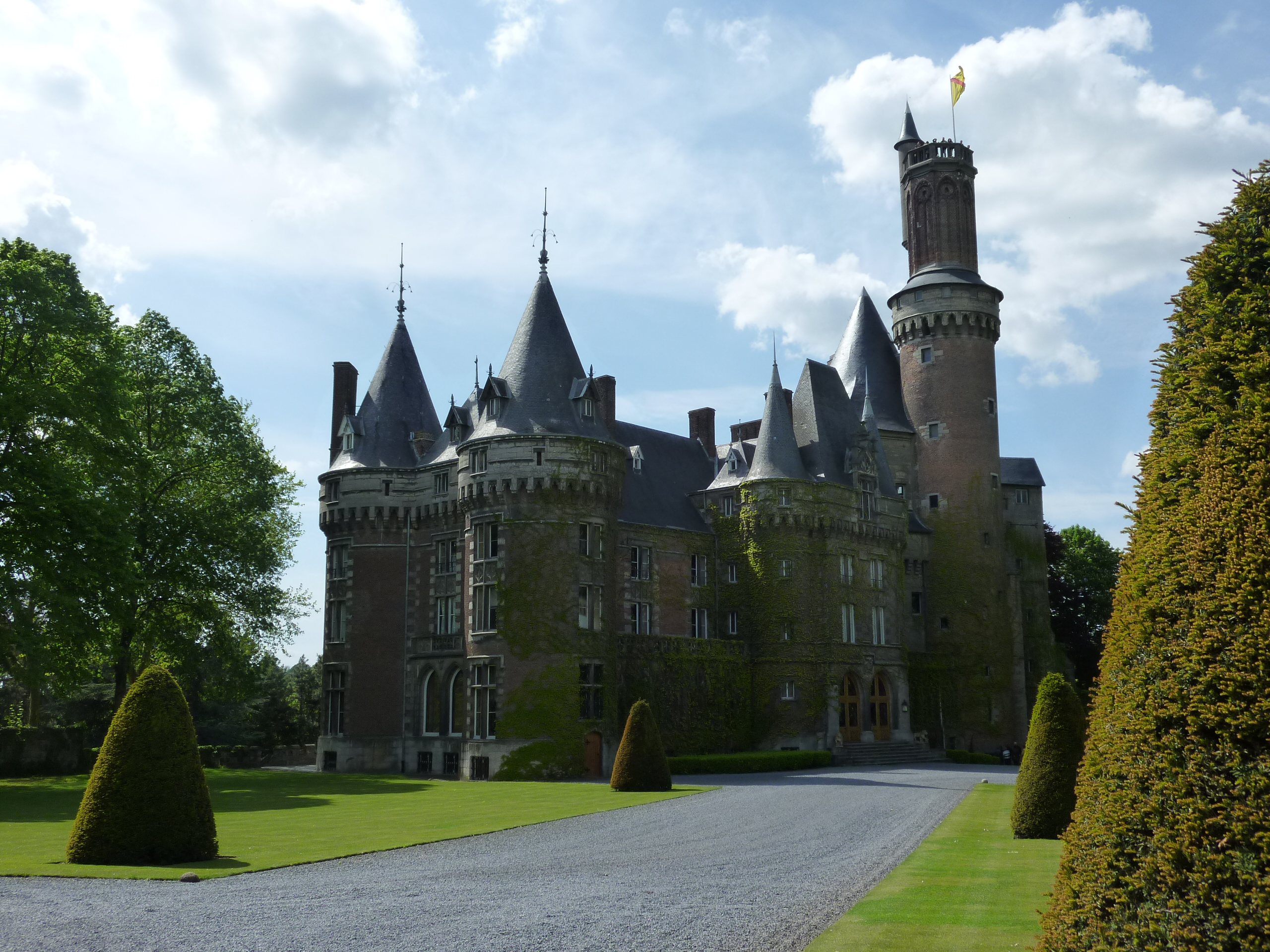
Замок Антуан